# HLR 74
HLR 74 är ett diesellok byggt av La Brugeoise et Nivelles. Det användes med start år 1977. Loket byggdes i tio exemplar med numrering 7401–7410.